# Barrida

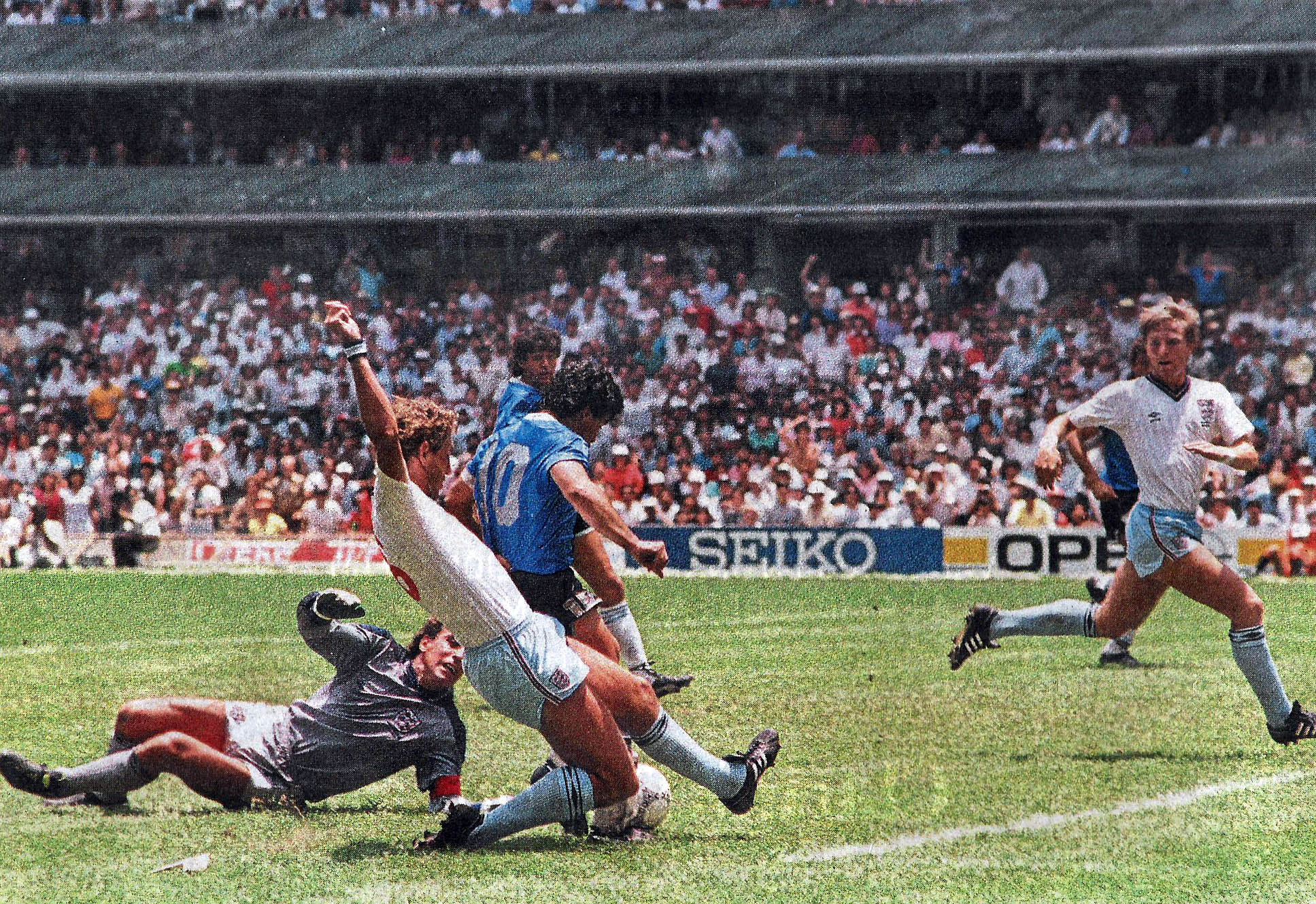
Terry Butcher barre a Diego Maradona intentando evitar el gol del Siglo, durante Argentina vs. Inglaterra (1986).

Una barrida (Hispanoamérica) o entrada (España) es un movimiento defensivo del fútbol, que consiste en extender una pierna para alejar el balón y así quitárselo al oponente. Su mal uso produce una sanción de tarjeta penal.

## Historia

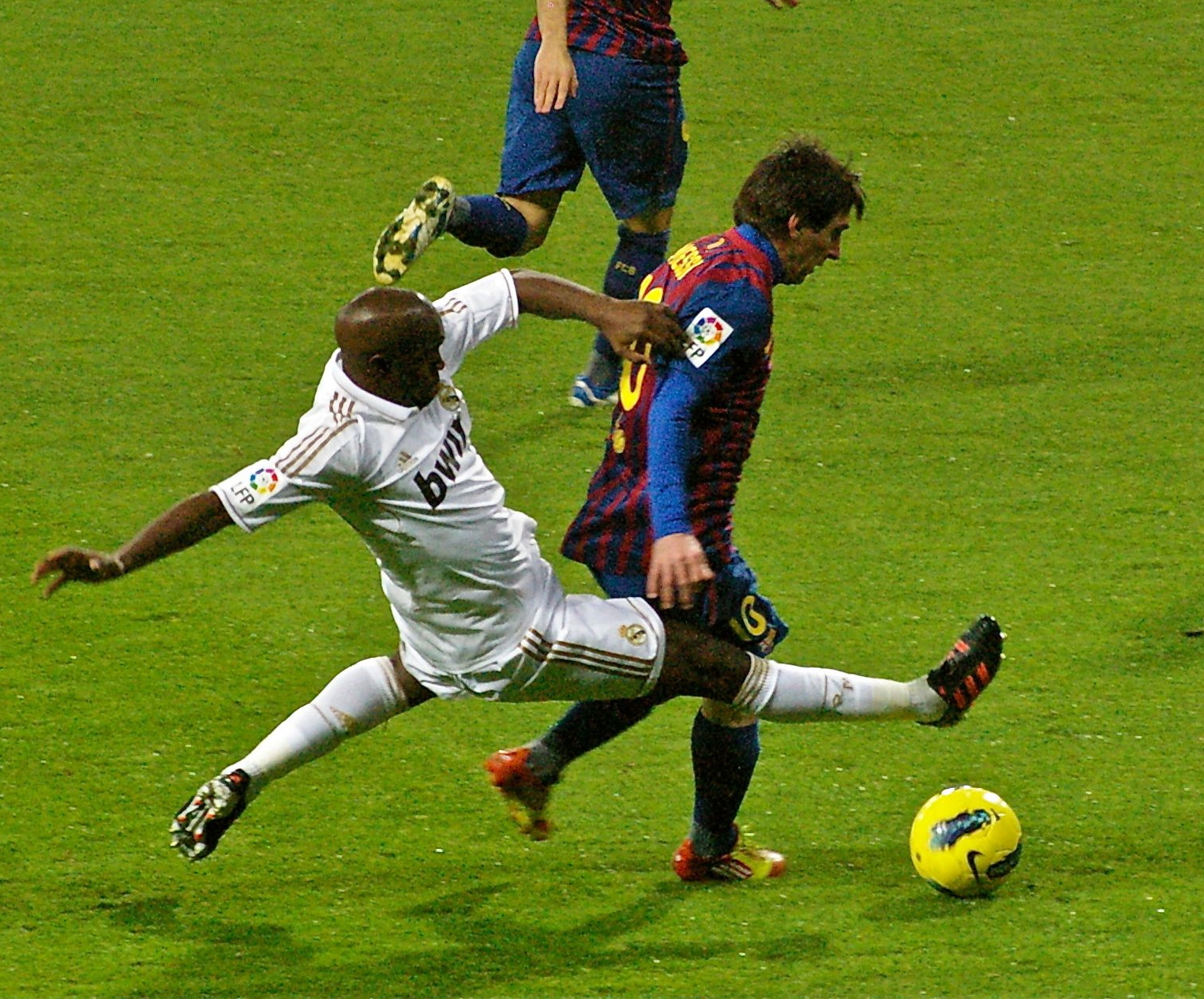
Infracción: toca primero al jugador.

Hasta 1970 las barridas en el fútbol eran violentos movimientos que buscaban golpear, directos a los tobillos y con la finalidad de derribar al oponente, lo que ocasionaba graves lesiones en los futbolistas como fracturas. Se recuerdan partidos memorables como la Batalla de Highbury (1934) que produjo 4 fracturados, la Batalla de Berna (1954) que derivó en un enfrentamiento campal y la Batalla de Santiago (1962).
Con la aplicación de las tarjetas penales en la Copa Mundial de Fútbol de 1970 las barridas empezaron a ser mayoritariamente penalizadas y redujeron las lesiones. Sin embargo la pasividad de los árbitros ante patadas directas fue evidente, como en los siguientes partidos:
- Alemania vs. Italia por la segunda ronda de la Copa Mundial de Fútbol de 1978.
- Italia contra Maradona; en especial la marca personal de Claudio Gentile, fase de grupos de la Copa Mundial de Fútbol de 1982.
- Corea del Sur contra Maradona; en especial la patada de Kim Yong-se a la rodilla, fase de grupos de la Copa Mundial de Fútbol de 1986.
- Costa Rica contra Tomas Brolin; quien salió lesionado, fase de grupos de la Copa Mundial de Fútbol de 1990.

Desde la Copa Mundial de Fútbol de 1994 se emplea el criterio actual, por el cual las barridas directas al jugador son penalizadas gravemente.

## Movimiento

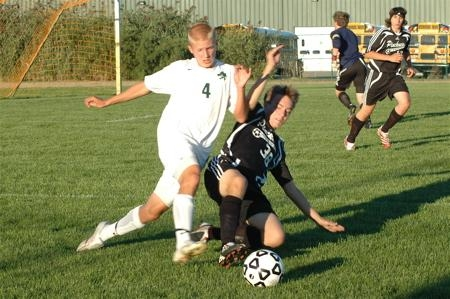
Movimiento correcto y efectivo.

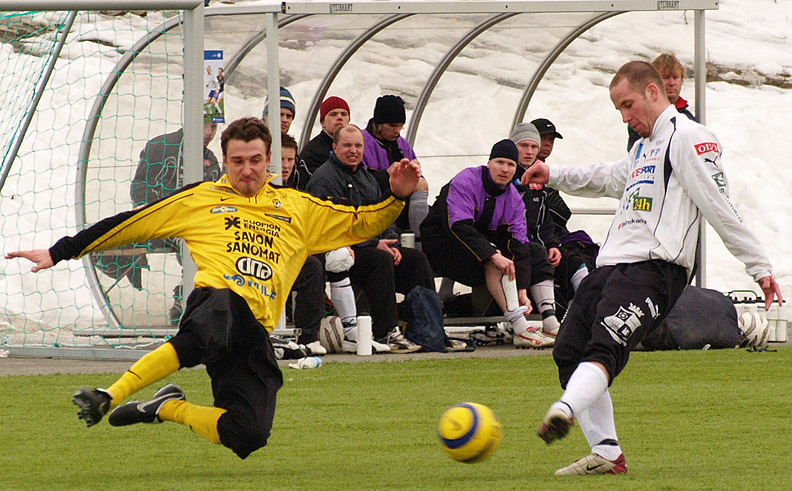
Empleado para intentar evitar un disparo.

Las barridas a menudo suelen ser motivo de controversia, particularmente cuando los jugadores que se enfrentan caen sobre el pie de quien las realiza y se penalizan penales, tiros libres, o son notorios por su ausencia.
Para que una barrida sea correcta, primero se debe tocar el balón y así no importará si el oponente es derribado, pero puede sancionarse si es realizado con una fuerza excesiva o está dirigido directamente a golpear al oponente. También es empleado para evitar que el oponente dispare.

## Técnica
Es un movimiento que deben poseer esencialmente todos los defensores y los centro-campistas de contención (5). Permite cubrir un área más grande de terreno mientras se intenta desposeer a un oponente del balón. A menudo es realizado como "último recurso" debido a las faltas frecuentes y la dificultad de recuperarse en caso de que no se logre quitar la pelota.
Si se hace un barrido deslizante hacia la derecha, la pierna derecha del jugador debe estar recta cuando baja hacia el barrido y su pierna izquierda debe doblarse ligeramente detrás de la derecha para alcanzar el máximo potencial en la obtención del balón. Si se hace un barrido deslizante hacia la izquierda, la pierna izquierda del jugador debe estar recta y su pierna derecha debe doblarse ligeramente detrás de la izquierda.